# Karahundji
Karahundji (in armeno Քարահունջ?, in azero Qarahonç o Qarazəmi) è una piccola comunità rurale del distretto di Xocavənd, in Azerbaigian, fino al 2024 appartenente alla regione di Martuni nella repubblica dell'Artsakh (fino al 2017 denominata solamente repubblica del Nagorno Karabakh).
Nel 2005 contava poco meno di duecento abitanti e sorge pressoché contigua al villaggio di Kert.